# Sempervivum altum
Sempervivum altum är en fetbladsväxtart som beskrevs av William Bertram Turrill. Sempervivum altum ingår i släktet taklökar, och familjen fetbladsväxter. Inga underarter finns listade i Catalogue of Life.